# Moby-Dick-Münze

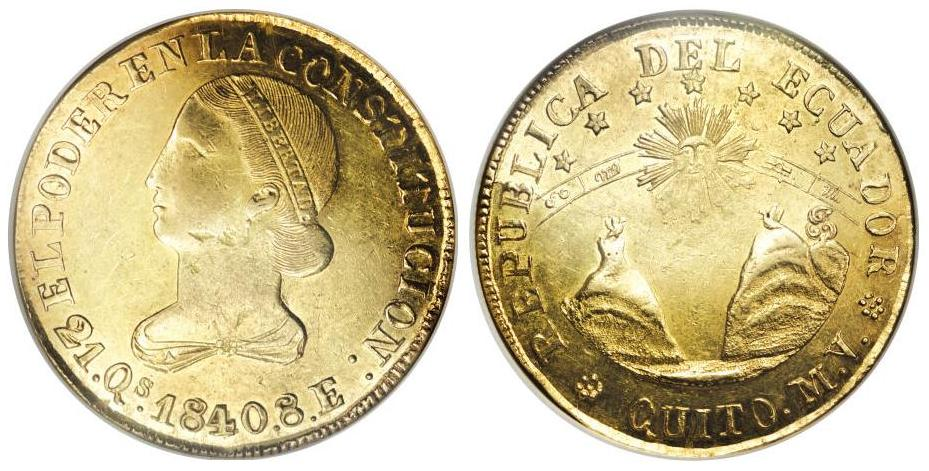
Moby Dick Münze in der acht Escudo-Version

Bei der sogenannten Moby-Dick-Münze handelt es sich um eine Goldmünze aus Ecuador, die im Buch Moby-Dick eine zentrale Rolle spielt. Die Goldmünze mit dem Münzfuß des spanischen Escudos wurde in Quito zwischen 1838 und 1843 geschlagen. Sie wurde in den Versionen 1/2,1,2,4 und 8 Escudos ausgegeben und war damit die erste Goldmünze des Landes.

## Numismatik
Auf der Kopfseite sieht man die weibliche Allegorie der Freiheit, die „la Libertad“, und auf der Rückseite das erste Wappen des Landes, wie es Juan José Flores 1833 auswählte und 1843 bestand. Erst 1836 wurde in einem am 14. Juni erlassenen Währungsprägungsverordnung das Wappen der Republik beschrieben: Die Tierkreiszeichen im Sonnenlauf repräsentierten die Monate der Revolution von 1820, mit den vier Tierkreiszeichen vom Löwen, Jungfrau, Waage und bis Skorpion; der Lauf der Sonne zeigt den Äquator. Im Himmelsbogen hat es sieben fünfzackige Sterne, die die 7 Provinzen Ecuadors repräsentierten.  Die beiden Berge repräsentieren die Guagua Pichincha und den Vulkan Ruco Pichincha, jeweils mit einem Andenkondor.
| Münzfuß                                                | Material | Feingehalt | Gewicht | Ø (mm) | Land    | Ausgabe       |
| ------------------------------------------------------ | -------- | ---------- | ------- | ------ | ------- | ------------- |
| 8 Escudos                                              | Gold     | 0,875      | 27,06   | 38,00  | Ecuador | 1838 bis 1843 |
| 4 Escudos                                              | Gold     | 0,875      | 13,53   | 31,00  | Ecuador | 1838 bis 1843 |
| 2 Escudos *                                            | Gold     | 0,875      | 6,77    | 22,00  | Ecuador | 1838 bis 1843 |
| 1 Escudo                                               | Gold     | 0,875      | 3,38    | 18,00  | Ecuador | 1838 bis 1843 |
| ½ Escudo                                               | Gold     | 0,875      | 1,69    | 15,00  | Ecuador | 1838 bis 1843 |
| * = Die zwei Escudo Münze wurde als Dublone bezeichnet |          |            |         |        |         |               |

## Unze oder Dublone
Kapitän Ahab annonciert die Münze (Kapitel 36) als Unze im Wert von 16 Dollar. Im weiteren Verlauf der Geschichte (Kapitel 99) wird die Münze als Dublone bezeichnet. Dies ist nun unstimmig, da eine Dublone das Gewicht von 6,77 g hat, eine Unze jedoch 28,35 g. Wenn es sich dabei um eine 8 Escudo Münze handeln würde, wäre es ein Gewicht von 27,06 g mit einem Feingoldgehalt von 23,67 g, was in etwa eine Unze wäre, aber gewiss keine Dublone. Die ursprüngliche (römische) Unze betrug 27,2875 Gramm. Wenn man jedoch das Gold-Dollar-Verhältnis von 1855 berücksichtigt, dann hatten 16 Dollar den Wert von 24,04 g Feingold, dann kann es sich im Grunde nur um die acht Escudo-Münze handeln, die weder eine Dublone noch eine Unze ist.

## Geschichte
Im Roman Moby-Dick (1851) von Herman Melville lässt Kapitän Ahab eine Goldmünze mit dem Gewicht einer Unze im Wert von 16 Dollar an den Mast des Quartierdecks seines Schiffs nageln. Diese wird nachfolgend auch Dublone genannt. Diese soll eine Belohnung für denjenigen sein, der den weißen Wal Moby Dick als Erster sichtet.

“Look ye! d’ye see this Spanish ounce of gold?”—holding up a broad bright coin to the sun—“it is a sixteen dollar piece, men.  D’ye see it? […] Whosoever of ye raises me a white-headed whale with a wrinkled brow and a crooked jaw; whosoever of ye raises me that white-headed whale, with three holes punctured in his starboard fluke—look ye, whosoever of ye raises me that same white whale, he shall have this gold ounce, my boys!”

Im späteren Kapitel behandelt der Text die Kraft, die von der Münze auf die Mannschaft ausgeht und beschreibt sie genauer, sodass an der Zuordnung kein Zweifel besteht: